# Anisoptera megistocarpa
Anisoptera megistocarpa е вид растение от семейство Dipterocarpaceae. Видът е критично застрашен от изчезване.

## Разпространение
Разпространен е в Индонезия (Суматра), Малайзия (Западна Малайзия) и Сингапур.